# Macuo Bašō
Macuo Bašō (松尾 芭蕉, rojen Macuo Kinsaku [松尾 金作], kasneje Macuo Čūemon Munefusa [松尾 忠右衛門 宗房]), japonski pesnik, * 1644, blizu kraja Ueno, Iga, Japonska, * 28. november 1694, Osaka.
Bil je najbolj znan pesnik obdobja Edo na Japonskem. Za svojega življenja je bil Bašō priznan za svoja dela v sodelovalni obliki pesnjenja haikai ne renga; danes, po stoletjih komentarjev in mnenj, je priznan kot največji mojster poezije haiku (tedaj znane pod imenom hoku). Poezija Macuoja Bašōja je mednarodno priznana; na Japonskem je njegove verze najti na številnih spomenikih in mestih tradicije. Čeprav Bašō upravičeno slovi na Zahodu zaradi svoje poezije hoku, je sam verjel, da je njegovo najboljše delo bilo vodenje in sodelovanje pri renkuju. Po njegovih lastnih besedah: »Veliko mojih privržencev lahko pesni hokku tako dobro, kot pesnim sam. Kar zmorem pa pokažem ob nizanju verzov haikai«.
Bašō je med pesnike zašel že kot mlad in ko se je enkrat vključil v intelektualno prizorišče mesta Edo (dandanašnjega Tokia), je hitro postal znan po vsej Japonski. Preživljal se je kot učitelj, potem pa se je odrekel družabnemu, mestnemu življenju literarnih krogov, priljubila so se mu potepanja po deželi, na zahod, vzhod in daleč na divji sever, ki so mu na poti dajala navdih za njegovo pisanje. Na njegove pesmi so vplivala neposredna doživetja sveta okoli njega, ko pogosto nekaj preprostih elementov zaokroži vtis videnega.

## Zgodnje življenje
Bašō se je rodil leta 1644, menda v bližini Ueno, v okraju Iga. Njegov oče naj bi bil samuraj nizkega čina, kar bi Bašōju lahko odprlo pot v kariero v vojski, vendar pa ne veliko priložnosti za kaj boljšega v življenju. Njegovi življenjepisci so tradicionalno trdili, da je delal v kuhinjah. Vendar pa je Bašō še kot otrok postal služabnik Todo Jošitada (藤 堂 良忠): skupaj sta delila ljubezen do pesmi haikai ne renga, to je ene od sodelovalnih pesniških form. Zaporedje se je začelo z verzom v Mora formatu 5-7-5; Ta oblika verzov se je imenovala hokku in ga stoletja kasneje preimenovali v haiku, če je pri pesmi šlo za samostojno delo. Hoku se je priključil po vsebini soroden Mora verz 7-7 drugega pesnika. Tako Bašō kot tudi Jošitada sta si nadela haigō (俳号) ali haikai umetniško ime; Bašō si je vzel ime Sōbō (宗房), to je on'jomi oblika njegovega odraslega imena "Munefusa (宗房)". Leta 1662 je izšla prva zbirka njegovih pesmi. Leta 1664 sta sledili dve kompilaciji hokku pesmi Bašōja. Leta 1665 sta Bašō in Jošitada skupaj z nekaterimi znanci sestavila hjakuin, to je stovrstični renku . Leta 1666 je nenadna smrt Jošitade prekinila Bašōjevo mirno življenje v vlogi služabnika. Zapisov o tem času ni, vendar je verjetno, da se Bašō odrekel kakršnikoli možnosti postati samuraj in da je odšel od doma. Življenjepisci so predlagali različne razloge in cilje, med drugim je bilo tudi govora o aferi med Bašōjem in Šinto miko Jutei (寿 貞), kar najbolj verjetno ne bo držalo. Bašōjevi lastni spomini na ta čas so nejasni; spominja se, da si je »takrat zaželel uradno mesto in pravico do zemlje« in da je »nekaj časa bil fasciniran z načini homoseksualni ljubezni«: ni jasno, ali je govora o resničnih obsedenostih ali pa si jih samo izmišljuje. Ni bil prepričan, da želi postati pesnik s polnim delovnim časom. Kot sam pravi, »so se mi v mislih prepletale alternative in mi vznemirjale življenje«. Na njegovo neodločnost je morda vplival na tedanji še vedno relativno nizek status renga in haikai ne renga, saj so jih ljudje razumeli bolj družabne dejavnosti kot pa resna umetniška prizadevanja. V vsakem primeru so njegove pesmi dalje objavljali v antologijah in sicer leta 1667 in 1669; leta 1671 pa je objavil zbirko lastnih del in del drugih avtorjev iz šole Teitoku pod imenom Igra s školjko (貝 お ほ ひ, Kai oi), v 1672. Spomladi tega leta se je preselil v Edo da bi poglobil svoje znanje o poeziji.

## Dvig do slave
V modnih literarnih krogih Nihonbašija je Bašōjeva poezija hitro naletela na priznanje zaradi preprostega in naravnega sloga. Leta 1674 so ga sprejeli v notranji krog poklicnih ustvarjalcev haikai, kjer je iz rok Kitamure Kigina (1624-1705) dobival tajne nauke. Tale hoku je sestavil kot ironičen poklon šogunu:
甲比丹もつくばはせけり君が春 kapitan mo / tsukubawasekeri / kimi ga haru

   Tudi Nizozemci / klečijo pred Gospodom — / skačejo pod njegovo uzdo. [1678]
Ko se je Nišijama Sōin, ustanovitelj in vodja šole Danrin za haikai, leta 1675 preselil iz Osake v Edo, je bil Bašō med pesniki, ki so bili povabljeni, da z njim skladajo pesmi. Ob tej priliki si je nadel haigō (dodatno ime) Tōsei kot in leta 1680 je že s polnim delovnim časom poučeval dvajset učencev, ki so izdali Najboljše pesmi dvajsetih učencev Tosei (桃 青 門 弟 独 吟 二十 歌仙, Tosei-montei Dokugin-Nijukasen), naslanjajoč se pri tem na svoje stike s Toseijevim talentom. Tisto zimo je naredil presenetljiv korak, preselil se je čez reko v okraj Fukagava, proč od oči javnosti, v bolj samotarsko okolje. Učenci so mu zgradili kmečko kočo in zasadili bananovec (芭蕉, Bašō) na dvorišču; Bašō je tako dobil nov haigō in svoje prvo stalno bivališče. Rastlino je imel zelo rad, vendar ga je motilo, da jo trstikovec, domač v okraju Fukagava, zarašča:
ばしょう植ゑてまづ憎む荻の二葉哉 bashō uete / mazu nikumu ogi no / futaba kana

   okoli moje nove banane / prvi popki trstikovca — / ki ga sovražim! [1680]
Kljub uspehu je Bašō postajal vse bolj nezadovoljen in osamljen. Začel je z zen meditacijo, vendar se zdi, da mu ni umirila misli. Pozimi leta 1682 mu je koča pogorela in kmalu zatem, v začetku leta 1683, mu je umrla mati. Odpotoval je v Jamuro, da se vseli pri prijatelju. Pozimi leta 1683 so mu učenci zgradili novo kočo v Edu, vendar se mu slabo počutje ni izboljšalo. Leta 1684 je njegov učenec Takarai Kikaku objavil zbirko njegovih pesmi in del drugih pesnikov pod imenom Oveneli kostanji (虚 栗, Minašiguri). Kasneje istega leta je zapustil Edo na prvo od štirih večjih potepanj.
Bašō je potoval sam, po neutrjenih poteh t. i. Petih poti Eda, ki so na srednjeveškem Japonskem veljale kot izjemno nevarne; sprva je Bašō pričakoval, da bo preprosto umrl nekje na samem ali pa da ga bodo ubili razbojniki. Sčasoma pa se mu je na poti dobra volja vrnila in negotovost je zamenjal prijeten občutek. Bašō je naletel na številne prijatelje in začel uživati v pokrajinah in letnih časih, skozi katere ga je vodila pot. Njegove pesmi so postale manj introvertirane, v njih tonu je čutiti presenečenja, ki jih je doživljal ob pogledu na svet okoli sebe:
馬をさへながむる雪の朝哉 uma wo sae / nagamuru yuki no / ashita kana

   ::celo na konju / se mi ustavijo oči — na to / zasneženo jutro [1684]
Potovanje ga je Eda vodilo mimo Fudžijame in Uena v Kjoto. Srečal je več pesnikov, ki so se imeli za njegove učence in želeli njegov nasvet; svetoval jim je, naj ne upoštevajo sodobnega sloga Edo in celo njegovih ovenelih kostanjev ne: po njegovem vsebujejo »mnogo verzov, o katerih ni vredno razpravljati«. Bashō se je v Edo vrnil poleti 1685, pri čemer si je na poti vzel čas za nove hoku in misli o svojem življenju:
年暮ぬ笠きて草鞋はきながら toshi kurenu / kasa kite waraji / hakinagara

   spet je eno leto mimo / potnikov sončnik nad glavo, / slamnate sandale na nogah [1685]
Po povratku v Edo je Bašō veselo nadaljeval svoje delo kot učitelj poezije v svojem domu Bašō, na tihem pa je že načrtovano novo potovanje. Pesmi s svojega potovanja je objavil kot Zapis os srečanjih s polji (野 ざ ら し 紀行, Nozaraši Kiko). V začetku leta 1686 je zapisal enega od svojih najbolj znanih haikujev:
古池や蛙飛びこむ水の音 furu ike ya / kawazu tobikomu / mizu no oto

   starodavni ribnik / skok žabe / pljusk vode [1686]
Ta pesem je zaslovela čez noč: aprila so se pesniki Eda zbrali pri koči Bašō na tekmovanje haikai ne renga na temo žab, kot se zdi v poklon Bašōjevemu hoku , ki je na prvem mestu v zbirki. Bašō je ostal v Edu, še naprej učil in prirejal tekmovanja, jeseni leta 1687 pa je odpotoval na deželo, na prireditev gledanja lune, in nato 1688 na daljše potovanje v Ueno na praznik novega leta. Doma v Edu je Bašō postal samotarski; včasih je zavračal obiske v svoji koči, včasih pa je družbo obiskovalcev cenil. Pri tem je užival v svojem življenju in kazal subtilen smisel za humor, kar je videti iz njegovega hoku:
いざさらば雪見にころぶ所迄 iza saraba / yukimi ni korobu / tokoromade

   no pa pojdimo ven / da se poveselimo na snegu... / dokler ne pademo na nos! [1688]

## Oku no Hosomiči
Bašō je na tihem načrtoval drugo dolgo potovanje (opisal ga bo v svoji mojstrovini Oku no Hosomiči, to je Ozka pot na daljni sever) in 16. maja 1689 (Jajoi 27, Genroku 2) je s svojim učencem in vajencem Kavai Soro (河 合 曾 良) zapustil Edo in odšel na pot po severnih okrajih Honšuja. Bašō in Sora sta se usmerila na sever v Hiraizumi, kamor sta prispela 29. junija. Nato sta pešačila po zahodni strani otoka, obšla (30. julija) Kisakato in se vzdolž obale lagodno napotila nazaj proti domu. V 150 dneh, ko je bil na poti po severovzhodnih prefekturah Honšuja, je Bašō prehodil okoli 600 rijev (2400 km). V Edo se je vrnil konec 1691.
Ko je Bašō dosegel Ogaki, prefektura Gifu, je dnevnik potovanja imel končan. Urejal in oblikoval ga je naslednja tri leta, končna različica dela Ozka pot v notranjost (奥 の 細 道, Oku no Hosomiči) nosi letnico 1694. Prva izdaja dela je bila objavljena posmrtno leta 1702. Delo je bil takojšen poslovni uspeh in mnogi popotni pesniki so se zaradi nje podali po njegovi poti. Pogosto se šteje za njegovo vrhunsko delo, z verzi hoku , kot je tale:
荒海や佐渡によこたふ天河 araumi ya / Sado ni yokotau / amanogawa

   razburkano morje / se razprostira proti Sadu / rimska cesta [1689]

## Poslednja leta
Po vrnitvi v Edo pozimi 1691 je Bašō živel v svojem tretjem domu bašo, za katerega so spet poskrbeli njegovi učenci. Tokrat ni bil sam: k sebi je vzel nečaka in njegovo prijateljico Jutei, ki sta oba okrevala po bolezni. Imel je veliko obiskovalcev.
Bašō se je še dalje počutil neprijetno. Pisal je prijatelju: »drugi ljudje me motijo, nimam duševnega miru«. Preživljal se je s poučevanjem in nastopi na prireditvah haikai strank, konec avgusta 1693 pa je zaprl vrata svoje koče in en cel mesec zavračal obiske. Na koncu je popustil in sprejel načelo karumi ali »lahkotnost«, po napol budistični filozofiji, ki svet raje sprejema, kot pa da se od njega ločuje. Bašō je še enkrat, poleti 1694, zapustil Edo in se na poti v Osako zadržal na poti v Uenu in Kjotu preživljanje časa v Ueno in Kjotu. Zbolel je na želodcu in umrl mirno, obdan s svojimi učenci. Čeprav na smrtni postelji ni spesnil kake uradne osmrtnice, je naslednja pesem zapisana kot poslednja v času njegove bolezni, splošno sprejeta kot njegovo slovo:
旅に病んで夢は枯野をかけ廻る tabi ni yande / yume wa kareno wo / kake meguru

   zbolel na poti / sanje mi tavajo / po polju suhe trave [1694]

## Vpliv in literarna kritika
Namesto da bi vztrajal pri obrazcih kigo (季 語), ki so celo še dandanes priljubljeni na Japonskem, je Bašō stremel za tem, da bi njegov hoku odseval njegovo resnično okolje in čustva. Še za časa njegovega življenja so moč in slog njegove poezije zelo cenili; po njegovi smrti se mu je priljubljenost samo še povečala. Več njegovih učencev je izdalo zbirke citatov iz njegove in svoje lastne poezije, omembe vredna sta Mukai Kjorai in Hatori Dohō.
V 18. stoletju je Bašōjeva poezija dobivala vse bolj goreče pristaše; komentatorji, recimo Išiko Sekisui in Moro Nanimaru, so se na dolgo in široko trudili, v njegovih verzih najti stične točke do zgodovinskih dogodkov, srednjeveških knjigah in drugih pesmi. Ti kritiki so bili pogosto razkošni s svojo hvalo obskurnih Bašōjevih namigov, od katerih so bili nekateri gotovo napačno razumljeni kot literarni kognati. Leta 1793 je šintoistična birokracija Bašōja deificirala in nekaj časa je bilo nekaj časa dobesedno bogokletno, kritizirati njegovo poezijo.
Konec 19. stoletja se je to obdobje enodušne strasti za pesmi Bašōja končalo. Masaoka Šiki, verjetno najbolj znan kritik Bašōja, je s svojimi drznimi in odkritimi pomisleki glede pesnikovega sloga podrl stavbo dolgoletne pravovernosti. Vpliv Šikija pa je bil tudi ključnega pomena, ker je omogočil vodilnim intelektualcem in širši javnosti dostop do Bašōjeve poezije. Izumil je izraz haiku (namesto hoku) za samostojno obliko 5-7-5, ki je po njegovem mnenju najbolj umetniški in priljubljen vidik haikai no renga.
Na kritične interpretacije pesmi Bašōja lahko naletimo v 20. stoletju, s pomembnimi deli avtorjev, kot so Jamamoto Kenkiči, Imoto Nōiči in Ogata Cutomu. V 20. stoletju je prišlo tudi do prevodov Bašōjevih pesmi v druge jezike po vsem svetu. Bašōjev status v zahodnih očeh kot pesnika haiku par excellence daje velik poudarek njegovi poeziji: ker je haiku bolj priljubljen od bolj tradicionalnih form, kot sta tanka ali renga, je Bašō za zahod pratip japonskega pesnika, haiku pa pratip japonske poezije. Nekateri zahodni strokovnjaki celo menijo, da je Bašō izumil haiku. Impresionistična in jedrnato narava Bašōjevega verza je močno vplivala na Ezro Pounda, na imaginiste in na pesnike beatniške generacije.
Dve Bašōjevi pesmi sta postali popularni zaradi novele Teddy, ki jo je J. D. Salinger objavil 1952 v New Yorkerju.
Leta 1979 je Mednarodna astronomska zveza po njem poimenovala krater na Merkurju.

## Seznam del
- Kai Ōi (Igra s školjko) (1672)
- Edo Sangin (江戸三吟) (1678)
- Inaka no Kuavase (田舎之句合) (1680)
- Tōsei Montei Dokugin Nidžū Kasen (桃青門弟独吟廿歌仙) (1680)
- Tokivaja no Kuavase (常盤屋句合) (1680)
- Minašiguri (虚栗, »zguban kostanj«) (1683)
- Nozarashi Kikō (zapis o okostju) (1684)
- Fuju no Hi (zimski dnevi) (1684)*
- Haru no Hi (pomladni dnevi) (1686)*
- Kavazu Avase (Tekmovanje o žabah) (1686)
- Kašima Kikō (Obisk v templju Kašima) (1687)
- Oi no Kobumi, ali Utacu Kikō (Pripoved popotne torbe) (1688)
- Sarašina Kikō (Obisk v vasi Sarašina) (1688)
- Arano (Gmajna) (1689)*
- Hisago (Čutara) (1690)*
- Sarumino (猿蓑, »Opičin dežni plašč«) (1691)*
- Saga Nikki (Dnevnik Saga) (1691)
- Bašō no Ucusu Kotoba (O presajevanju bananovca) (1691)
- Heikan no Setsu (O samoti) (1692)
- Fukagava Šū (Antologija Fukagava)
- Sumidavara (Vreča oglja) (1694)*
- Becuzašiki (Ločena soba) (1694)
- Oku no Hosomiči (Ozka pot v notranjost) (1694)[41]
- Zoku Sarumino (Opičin dežni plašč, dalje) (1698)*

* označuje naslov ene od sedmih večjih antologij Bašōja (Bašō Šičibu Šu)